# Anoplocapros inermis
Anoplocapros inermis és una espècie de peix de la família dels aracànids i de l'ordre dels tetraodontiformes.

## Morfologia
- Els mascles poden assolir 37 cm de longitud total.[5][6]

## Hàbitat
És un peix marí i de clima subtropical que viu entre 10-300 m de fondària.

## Distribució geogràfica
Es troba a Austràlia: Nova Gal·les del Sud i Victòria.